# Eugeniusz Cybulski
Eugeniusz Marian Cybulski (ur. 19 kwietnia 1934 w Łabuńkach) – polski urzędnik państwowy, prezydent Zamościa (1981–1990).

## Życiorys
Ukończył szkołę średnią w Zamościu, następnie studiował na Wydziale Komunikacji Politechniki Warszawskiej (specjalność: drogi żelazne). Od 1961 zatrudniony w Zamościu, początkowo jako nauczyciel w szkole budowlanej, następnie dyrektor tejże szkoły i inspektor wydziału oświaty i wychowania. W 1975 objął funkcję wicekuratora ds. szkolnictwa zawodowego, następnie był dyrektorem Ośrodka Szkolenia Kadr. W 1981 został mianowany prezydentem Zamościa, funkcję pełnił do 1990. W latach 1986–1988 przewodniczący Komisji Organizacyjnej Społecznego Komitetu Odnowy Starego Miasta Zamościa.